# Simpani (Lamjung)
Simpani (nep. सिम्पानी) – gaun wikas samiti w zachodniej części Nepalu w strefie Gandaki w dystrykcie Lamjung. Według nepalskiego spisu powszechnego z 2001 roku liczył on 713 gospodarstw domowych i 3474 mieszkańców (1889 kobiet i 1585 mężczyzn).